# Đế quốc Toucouleur
Đế quốc Toucouleur (còn được gọi là nhà nước Tijaniyya Jihad hoặc Segu Tukulor) (1861–1890) được thành lập vào giữa thế kỷ 19 bởi Omar Saidou Tall của người Toucouleur, một phần của Mali ngày nay.

## Lịch sử
Umar Tall trở về từ cuộc hành hương năm 1836 với danh hiệu El Hadj và Caliph Tijaniyya. Sau một thời gian dài ở Fouta-Toro (Sénégal), ông chuyển đến Dinguiraye (Guinée), nơi trở thành thánh chiến của anh vào năm 1850.
Sau khi thất bại trong việc cố gắng tấn công [[Quân đội Pháp|quân đội thực dân Pháp vào năm 1857 trong pháo đài và bao vây Medina, Umar Tall đã tấn công vương quốc Bambara và thành công, đầu tiên là Kaarta và sau đó là Segou. Sau chiến thắng tại trận Segou vào ngày 10 tháng 3 năm 1861, ông đã biến Segou trở thành thủ đô của đế quốc của mình. Umar Tall sau đó đã thất bại trong việc chinh phục Timbuktu và rút lui về Deguembéré. Năm 1864, ông qua đời vì một vụ nổ trong kho bột của mình.
Cháu trai của ông, Tidiani Tall tiếp tục và biến Bandiagara thành thủ đô. Ở Segou, Ahmadu Tall tiếp tục sự cai trị của mình.
Năm 1890, Pháp, liên minh với Bambara, tiến vào Ségou, và Ahmadu trốn sang Sokoto ở Nigeria, chấm dứt sự tồn tại của đế quốc này.